# 미셸 플라티니
미셸 프랑수아 플라티니(프랑스어: Michel François Platini, 1955년 6월 21일 ~ )는 프랑스의 은퇴한 축구 선수로, 포지션은 미드필더였다.

## 클럽 경력
유벤투스 FC에서 전성기를 보냈다.

## 국가대표팀 경력
플라티니는 프랑스 축구 국가대표팀의 일원으로, 1984년 유럽축구선수권대회에 참가해 최고의 활약을 펼쳐 득점왕에 올랐다. 그는 1978년, 1982년 그리고 1986년 월드컵에 참가하였고, 1982년 FIFA 월드컵 4위, 1984년 유럽축구선수권대회 우승, 1986년 FIFA 월드컵 3위 달성의 중심이었다.
특히 미셸 플라티니, 알랭 지레스, 루이스 페르난데스 그리고 장 티가나로 구성된 "Le Carre Magique" (매직 스퀘어의 의미)는 1980년대 프랑스 축구 국가대표팀의 골격이었다.
또 플라티니는 유일하게 FIFA 발롱도르 이전의 발롱도르를 3회 연속으로 수상하였다.
또한 그는 쿠웨이트 축구 국가대표팀으로 1경기를 뛴 경력이 있다.

## 지도자 경력
1988년부터 1992년까지 4년 동안 프랑스 축구 국가대표팀 감독을 지내기도 하였다.

## 행정가 경력
1998 프랑스 월드컵 조직위원장을 역임하였으며 그는 FIFA 기술 및 개발 위원회의 의장과 부의장, 그리고 프랑스 축구 협회 회장을 역임하였다.
- 2007년 1월 27일 ~ 2016년 5월 9일 유럽축구연맹 회장

## 수상 내역

#### 낭시
- 리그 2 : 1974-75
- 쿠프 드 프랑스 : 1977-78

#### 생테티엔
- 리그 1 : 1980-81

#### 유벤투스
- 세리에 A : 1983-84, 1985-86
- 코파 이탈리아 : 1982-83
- 유로피언컵 : 1984-85
- 유로피언 컵위너스컵 : 1983-84
- 유로피언 슈퍼컵 : 1984
- 인터컨티넨탈컵 : 1985

#### 프랑스
- UEFA 유로 : 우승 (1984)
- FIFA 월드컵 : 3위 (1986), 4위 (1982)

### 개인
- 발롱도르 : 1983, 1984, 1985
- 옹즈도르 : 1983, 1984, 1985
- 세리에 A 득점왕 : 1982-83, 1983-84, 1984-85
- 유로피언컵 득점왕 : 1984-85
- UEFA 유로 득점왕 : 1984
- UEFA 유로 대회 베스트 : 1984
- 인터컨티넨탈컵 MoM : 1985
- 구에린도르 : 1983-84
- 월드사커 올해의 선수 : 1984, 1985
- 월드사커 올해의 감독 : 1991
- 프랑스 축구 올해의 선수 : 1976, 1977
- FIFA 월드컵 올스타팀 : 1982, 1986
- 잉글랜드 축구 명예의 전당 : 2008[2]
- 이탈리아 축구 명예의 전당 : 2011
- 세계 축구 명예의 전당 : 2011
- 글로브사커 어워드 공로상 : 2012
- 레지옹 도뇌르 슈발리에 : 1985
- 레지옹 도뇌르 오피서 : 1998
- 아르테미오 프란치 상
- 자친토 파케티 상 : 2011
- 옹즈 다르장 : 1977
- 옹즈 드 옹즈 : 1977, 1982, 1983, 1984, 1985, 1986
- FIFA XI : 1979
- 골든풋 : 2004

#### 선정
- 슈퍼 옹즈도르[3] : 1995
- 프랑스 세기의 선수[4] : 1999
- 프랑스풋볼 세기의 선수 5위
- 월드사커 세기의 선수 5위
- 플라카르 세기의 선수 8위
- 구에린 스포르티보 세기의 선수 9위[5]
- AFS 세기의 선수 13위
- FIFA 월드컵 역대 베스트 : 1994
- 20세기 축구 역대 베스트 : 1998
- 발롱도르 드림팀[6] 브론즈 : 2020
- 유벤투스 역대 베스트 : 2017
- UEFA 골든 주빌리 어워드 9위 : 2004[7]
- FIFA 100[8] : 2004

#### 발롱도르[9]
- 1976 - 5
- 1977 - 3
- 1978 - 21
- 1979 - 5
- 1980 - 3
- 1981 - 4
- 1982 - 9
- 1983 - 1
- 1984 - 1
- 1985 - 1
- 1986 - 11